# Montharville
Montharville é uma comuna francesa na região administrativa do Centro, no departamento Eure-et-Loir. Estende-se por uma área de 6,27 km². Em 2010 a comuna tinha 104 habitantes (densidade: 16,6 hab./km²).